# Фазова крива (астрономія)
Фазова крива описує яскравість відбитого астрономічним об'єктом світла як функцію його фазового кута (кут Сонце-об'єкт-спостерігач). Під яскравістю зазвичай розуміють абсолютну зоряну величину об'єкта, тобто видиму зоряну величину, яку об'єкт мав би на відстані однієї астрономічної одиниці від Землі та Сонця.
Фазова крива корисна для характеристики реголіту та атмосфери об'єкта. Також вона є основою для обчислення геометричного альбедо та бондівського альбедо тіла. У розрахунках ефемерид фазова крива використовується для обчислення видимої зоряної величини.

## Меркурій

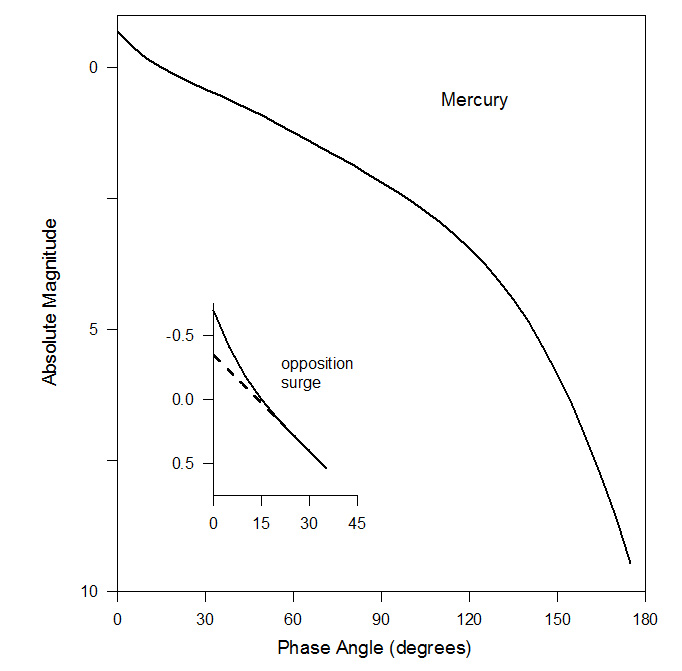
Фазова крива Меркурія та її опозиційний сплеск.

Фазова крива Меркурія дуже крута, що характерно для безатмосферного тіла, на якому видно оголений реголіт. При фазових кутах понад 90° (коли тінь займає понад половину диска) яскравість падає особливо різко. Форма фазової кривої вказує на середній нахил на поверхні Меркурія близько 16°, — трохи менший, ніж на Місяці. На фазових кутах близько 0° крива демонструє різкий пік. Цей сплеск яскравості називається опозиційним ефектом, тому що для більшості тіл (хоча не для Меркурія) він відбувається, коли тіло перебуває в опозиції — в точці неба, протилежній Сонцю. Ширина опозиційного сплеску Меркурія вказує на те, що його стан ущільнення реголіту і розподіл частинок реголіту за розмірами приблизно такі ж, як на Місяці.
Ранні спостереження, які допомогли дослідити фазову криву Меркурія, були проведені Мюллером у XIX столітті та Андре-Луї Данжоном у середині XX століття. Ірвійн та його колеги в 1960-х роках використовували для вимірювання фазової кривої Меркурія фотоелектричну фотометрію. Деякі з цих ранніх даних були проаналізовані де Вокулером, узагальнені Гаррісом і використовувалися для прогнозування видимих величин в Астрономічному альманасі протягом кількох десятиліть. Нові високоточні спостереження, що охоплюють найширший на сьогодні діапазон фазових кутів (від 2 до 170°), були проведені Малламою, Вангом і Говардом за допомогою коронографа LASCO на космічному апараті SOHO. Вони також отримали нові ПЗЗ-спостереження з Землі. Ці дані зараз є основним джерелом фазової кривої, яка використовується в Астрономічному альманасі для прогнозування видимих зоряних величин Меркурія.
Видима яскравість Меркурія, видимого із Землі, найбільша при фазовому куті 0° (верхнє сполучення з Сонцем), коли вона може досягати зоряної величини −2,6. При фазових кутах, близьких до 180° (нижнє сполучення), планета згасає приблизно до +5 зоряної величини, а її точна яскравість сильно залежить від фазового кута в цьому конкретному сполученні. Ця різниця понад 7 зоряних величин відповідає зміні видимої яскравості понад тисячу разів.

## Венера

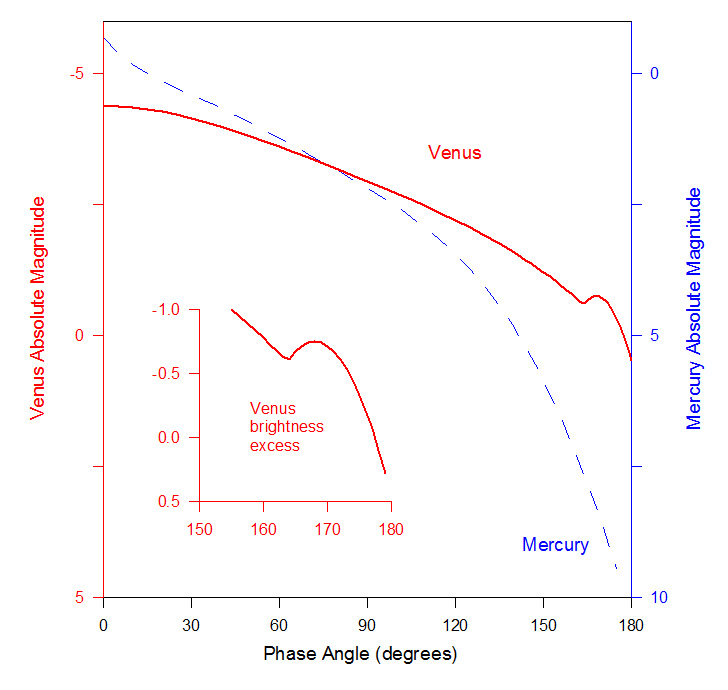
Фазова крива Венери у порівнянні з Меркурієм. На вставці показано сплеск яскравості Венери на фазових кутах близько 170°.

Відносно плоска фазова крива Венери характерна для хмарної планети. На відміну від Меркурія, де крива має різкий пік для малих фазових кутів, фазова крива Венери округлена. Це сплощення фазової кривої викликане широким кутом розсіювання світла хмарами (на відміну від більш вузького розсіювання реголітом). Венера демонструє сплеск яскравості поблизу фазового кута 170°, коли вона є тонким півмісяцем, через розсіювання сонячного світла вперед краплями сірчаної кислоти, які знаходяться над хмарами планети. Навіть для фазових кутів понад 170° яскравість не падає дуже різко.
Історія спостереження та аналізу фазової кривої Венери подібна до історії Меркурія. Найкращі спостереження провели Маллама, Ванг і Говард. Для спостереження фазової кривої від 2° до 179° вони використовували інструмент LASCO на SOHO та наземні ПЗЗ-камери. Як і у випадку з Меркурієм, ці нові дані є основним джерелом фазової кривої, яка використовується в Астрономічному альманасі для прогнозування видимих зоряних величин.
На відміну від Меркурія, максимальна видима яскравість Венери, яку видно із Землі, спостерігається не при нульовому фазовому куті. Оскільки фазова крива Венери відносно плоска, а відстань від Землі може сильно змінюватися, максимальна яскравість спостерігається, коли планета є півмісяцем, на фазовому куті 125°, — у цей час яскравість Венери може сягати зоряної величини −4,9. Біля нижнього сполучення планета зазвичай згасає приблизно до зоряної величини −3, хоча точне значення залежить від фазового кута. Типовий діапазон змін видимої яскравості протягом обертання Венери навколо Сонця становить менше 10 разів, натомість як для Меркурія він перевищує 1000 разів.

## Земля
Фазова крива Землі відома не так точно, як для Меркурія та Венери, оскільки з поверхні Землі важко виміряти інтегральну яскравість планети. Замість прямого спостереження використовувалось світло Землі, відбите від темної частини Місяця. Кілька прямих вимірювань світності Землі було отримано за допомогою космічного корабля EPOXI. Хоча вони не охоплюють більшої частини фазової кривої, вони показують значні варіації яскравості через обертання планети і транзит темних океанів і яскравих масивів суші через видиму півкулю.
При спостереженні з орбіти Венери, Земля поблизу протистояння була б надзвичайно яскравою, з зоряною величиною −6. Для спостерігача на Марсі наша планета здавалася б найяскравішою в момент її найбільшої елонгації від Сонця, маючи зоряну величину близько −1,5.

## Марс

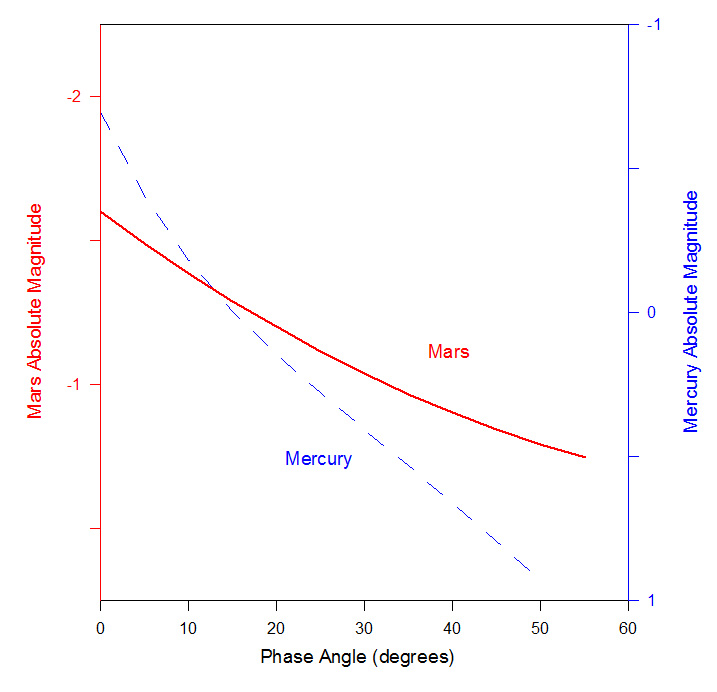
Фазова крива Марса в порівнянні з Меркурієм.

З Землі можна спостерігати лише близько 50° марсіанської фазової кривої, оскільки Марс обертається далі від Сонця, ніж наша планета, і тому при спостереженні з Марса кут між Землею і Сонцем не може бути занадто великим. Існує опозиційний ефект, але він менш виражений, ніж у Меркурія. Обертання яскравих і темних ділянок поверхні та мінливість його атмосферного стану (включаючи пилові бурі) накладають варіації на фазову криву. Багато вимірювань яскравості Марса було проведено Шмуде й узагальнено Малламою.
Оскільки орбіта Марса сильно ексцентрична, його яскравість у протистоянні може коливатися від −3,0 до −1,4. Мінімальна яскравість становить близько +1,6 зоряної величини, коли Марс проходить за Сонцем. Обертання Марса може призводити до збільшення або зменшення яскравості на 5 %, а глобальні пилові бурі можуть збільшити його яскравість на 25 %.

## Газові гіганти
Планети-гіганти Юпітер, Сатурн, Уран і Нептун настільки віддалені, що за наземними спостереженнями можна визначити лише невелику частину їхніх фазових кривих поблизу 0° (повна фаза). Ця частина кривої для планет з такою щільною атмосферою досить плоска, як у Венери.
Видима зоряна величина Юпітера коливається від −2,9 до −1,4, Сатурна від −0,5 до +1,4, Урана від +5,3 до +6,0, Нептуна від +7,8 до +8,0. Видно систематичне зменшення яскравості для більш віддалених планет. Діапазон зоряної величини Сатурна також сильно залежить від його системи кілець.

## Кільця Сатурна

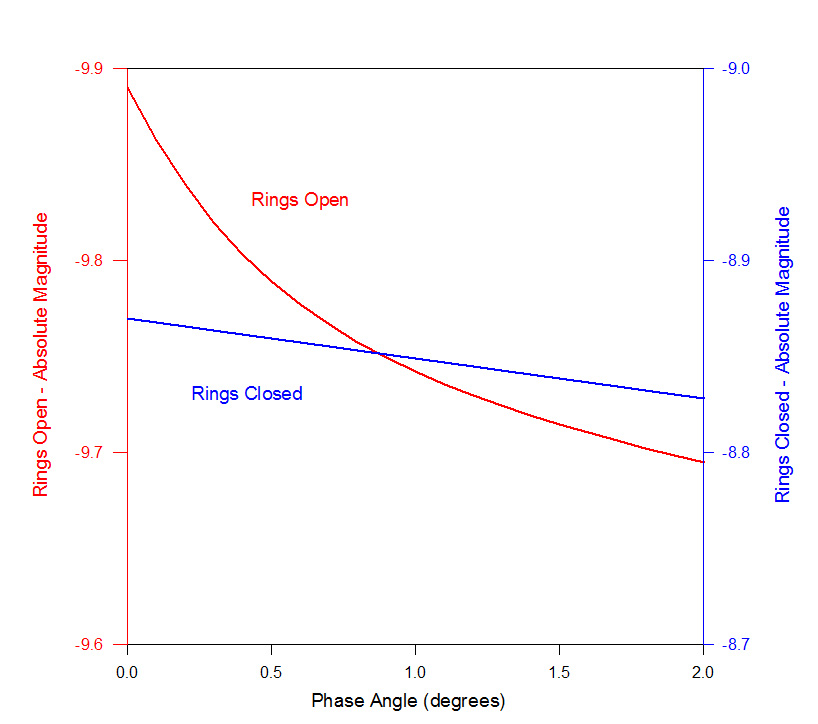
Фазова крива Сатурна з відкритими кільцями демонструє опозиційний ефект, а з закритими кільцями — ні.

Видима яскравість системи Сатурна сильно залежить від орієнтації його системи кілець. Кільця вносять більший внесок у загальну яскравість системи, коли сильніше нахилені до напрямку освітлення від Сонця та променя зору спостерігача. Широко відкриті кільця додають приблизно одну зоряну величину до яскравості планети. Крижані частинки, що утворюють кільця, мають сильний опозиційний ефект. Зображення космічного телескопа Габбл і космічного апарата Кассіні використовувалися, щоб за фазовими кривими кілець визначити параметри частинок, які входять в їх склад.

## Місяць

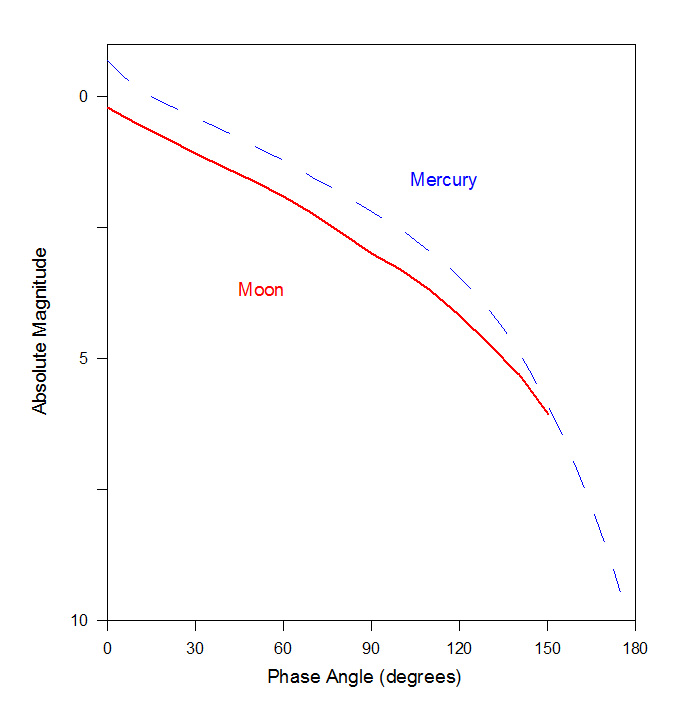
Фазова крива Місяця в порівнянні з Меркурієм.

Фазова крива Місяця приблизно нагадує криву Меркурія, що пояснюється схожістю поверхонь і відсутністю атмосфери на обох тілах. Видима зоряна величина повного Місяця становить −12,7, тоді як на чверті фази яскравість становить лише 21% яскравості повного Місяця.

## Супутники планет
Були виміряні фазові криві багатьох супутників планет. На крижаних супутниках часто спостерігається опозиційний ефект, що використовується для моделювання їхніх поверхонь.

## Астероїди
Фазові криві багатьох астероїдів також демонструють опозиційні сплески. Астероїди можна класифікувати за різними типами фазових кривих. Через асиметричні форми багатьох астероїдів, вплив обертання на їхню яскравість може бути дуже значним, і його необхідно враховувати перед обчисленням фазової кривої.

## Екзопланети
Програми визначення складу атмосфери екзопланет і пошуку газів, які можуть підтримувати життя або бути маркерами життя, в першу чергу фокусуються на спектроскопії. Однак фотометрія може бути проведена для тіл, які занадто слабкі для спектрального аналізу, що робить аналіз фазової кривої корисним інструментом для дослідження земноподібних екзопланет. При цьому аномалії фазової кривої, такі як пік яскравості Венери на великих фазових кутах, можуть бути корисними індикаторами води в атмосфері.

## Критика моделювання фазової кривої
Висновки про реголіти з фазових кривих часто базуються на параметрах Гапке. Однак у сліпому тесті Шепард і Гельфенштейн не знайшли вагомих доказів того, що окремий набір параметрів Гапке, отриманих з фотометричних даних, може однозначно показати фізичний стан лабораторних зразків. Ці тести включали моделювання тричленних фазових функцій Хеньї-Грінштейна та опозиційного ефекту завдяки когерентному зворотному розсіюванню. Цей негативний результат свідчить про те, що модель переносу випромінювання, розроблена Гапке, може бути неадекватною для фізичного моделювання на основі фотометрії.